# Radziszewo (przystanek kolejowy)
Radziszewo – przystanek osobowy na linii kolejowej nr 273 w Radziszewie przy ul. Topolowej.
W ramach budowy Szczecińskiej Kolei Metropolitarnej wybudowane zostały dwa perony jednokrawędziowe o długości 130 m i szerokości 3,0 m. Dojścia do peronów znajdują się od strony przejazdu kolejowo–drogowego w ciągu ulicy Topolowej.
Otwarcie przystanku nastąpiło 15 grudnia 2024 roku.